# 2007年卢氏县特大洪灾
2007年卢氏县特大洪灾指的是2007年7月28日至7月30日发生在河南省卢氏县的山洪灾害。截止8月3日下午2时，已有78人死亡，18人失踪。

## 背景
卢氏县处在山区，2007年7月份降雨量达361毫米，远超往年平均值138.7毫米。2007年，洛河挖沙开始盛行，挖沙破坏了生态环境，间接的导致了洪灾的严重性。但是时任卢氏县县委书记王振伟在其任内兴建了卢氏县洛河大坝，一定程度上起到了减轻洪灾的作用

## 伤亡
78人死亡，18人失踪。年仅42岁的卢氏县磨沟口乡乡长牛江涛不幸因公殉职。

## 财产损失
受灾人口达17.7万人，1万余间房屋倒塌。造成直接经济损失14.1亿元，是卢氏县2006年地方财政一般预算收入的11倍，卢氏县70％至80％的基础设施都被洪水损坏。时任卢氏县县委书记王振伟说，卢氏县要完全恢复恐怕得三到五年时间。

## 原因调查
朱阳关镇受灾十分严重，是整个卢氏县的重灾区。洪灾过后，朱阳关镇的很多百姓提到了村子下游的小水电站的大坝。一些农民称朱阳关被淹，是因为在镇子下游三四公里处建了那个岭东水电站大坝，要不，这里绝对不会遭这么大的灾，死那么多的人。”卢氏县成立调查组，对该水电站进行调查，但是时任卢氏县水利局局长称岭东水电站的建设有合法的手续。事情最终不了了之。
河南省防汛办官员称卢氏县这次遭受如此严重的洪灾，损失如此惨重，与千百年来当地居民的居住习惯有很大关系。
也有专家指出卢氏县在搞建设时忽视山洪灾害防御问题，进行陡坡开荒、开矿弃渣和村镇建设挤占河道等无序活动，使自然植被损毁，加剧了水土流失和环境的持续恶化。

## 后续
2007年8月8日，时任河南省省委书记徐光春前往卢氏察看灾情。
2008年7月，王振清接替王振伟出任卢氏县县委书记。王振清任内放任洛河挖沙，不认真反思这次洪灾，由此导致了2010年卢氏县特大洪涝灾害。